# Amin Asikainen

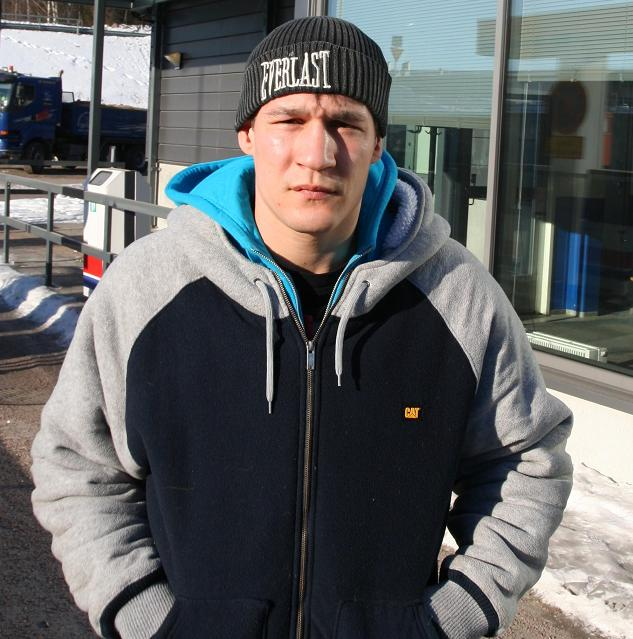
Amin Asikainen i Kyrkslätt i februari 2007

Amin Asikainen, född 21 januari 1976 i Kyrkslätt, är en finländsk boxare i mellanvikt. Han blev finländsk mästare som amatörboxare fyra gånger, innan han debuterade som proffsboxare i december 2001.
Asikainen är 180 cm lång. Han tränas av Pekka Mäki.

## Amatörkarriär
Amin Asikainen började träna boxning då han var i 13-årsåldern. Han gick 175 matcher som amatör, av vilka han vann 135. Han blev finländsk mästare åren 1996, 1998, 1999 och 2001. Därtill har han vunnit flera internationella turneringar, så som Tammer-, GeeBee- och Karl Leman-turneringen samt Copenhagen Box Open.

## Proffskarriär
Som proffsboxare representerar Asikainen det finländska stallet P3 Boxing. Han har gått 22 proffsmatcher och vunnit 21 av dem (15 på knock out). Asikainen är regerande finländsk mästare i mellanvikt sedan han besegrade Kai Kauramäki den 15 februari 2003.
Den 5 maj 2006 vann Asikainen Europeiska boxningsunionens EU-titel i mellanvikt, då han besegrade den dåvarande titelinnehavaren Christophe Tendil från Frankrike på knock out i den femte ronden av tio.

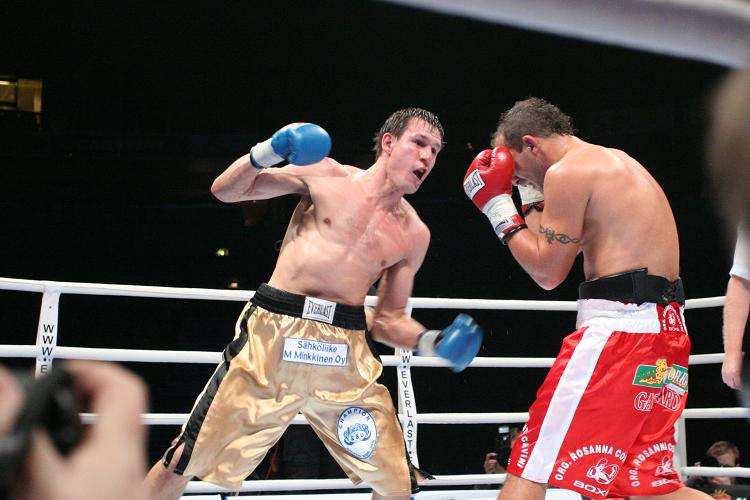
Amin Asikainen i EM-titelmatchen mot Lorenzo di Giacomo i Helsingfors i januari 2007

### EM-titeln
Den 3 juni 2006 mötte Asikainen den regerande europeiska mästaren inom EBU, tysken Sebastian Sylvester. Asikainen vann matchen på knock out i den åttonde ronden av tolv och tog därmed EM-titeln. Han försvarade titeln för första gången den 6 oktober 2006 då han vann den tolv ronder långa matchen mot tysken Alexander Sipos med domarpoängen 3–0. I och med segern steg Asikainen till tredje på IBF-förbundets ranking.
Asikainen försvarade sin EM-titel för andra gången i Helsingfors den 30 januari 2007 då han vann över italienaren Lorenzo Di Giacomo med domarpoängen 3-0. Asikainen förlorade titeln den 23 juni 2007 då Sylvester återerövrade den i Zwickau i Tyskland. Asikainen förlorade matchen på teknisk knock out i den elfte ronden. Förlusten var Asikainens första som proffs.

## Familj
Amin Asikainen bor i Evitskog i Kyrkslätt med sin fru och dotter. Hans far är från Marocko, hans mor från Finland. Asikainen har två halvsystrar och en halvbror.